# بوچ پاتریک
بوچ پاتریک (انگلیسی: Butch Patrick؛ زادهٔ ۲ اوت ۱۹۵۳) یک هنرپیشه اهل ایالات متحده آمریکا است.